# ウィリアム・アンド・メアリー大学

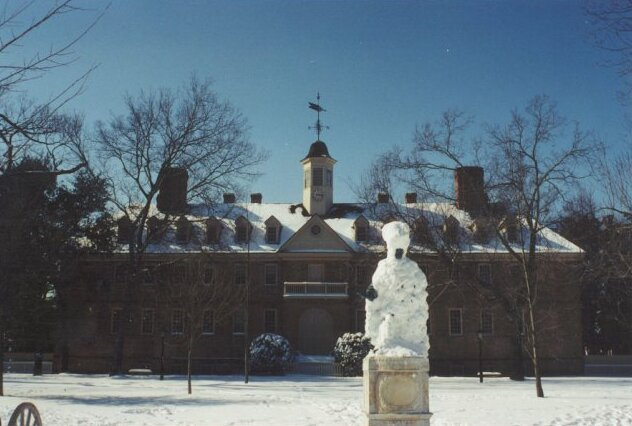
冬のキャンパスのWren Building

ウィリアム・アンド・メアリー大学（ウィリアム・アンド・メアリーだいがく、College of William & Mary; W&M）は、アメリカ合衆国バージニア州ウィリアムズバーグに位置する公立大学。特に、ウィリアム・アンド・メアリー大学ロースクール（旧：マーシャル-ワイス法科大学院）は、アメリカで現存する最古のロースクールである。

## 概説
アメリカでは、ハーバード大学に次いで2番目に古い歴史を誇る大学であり、英国国王の勅許状を持つ最初のアメリカの機関である。
1693年にイングランド王ウィリアム3世と女王メアリー2世による認可に基づき英国国教会（イングランド国教会）の機関として創設された。この大学からはアメリカ合衆国大統領のトーマス・ジェファーソン、ジェームズ・モンロー、ジョン・タイラーが卒業しており、その他にも初代米国司法長官のエドムンド・ランドルフや、アメリカ合衆国下院議員、国務長官を歴任して連邦最高裁判所長官となったジョン・マーシャル、大陸会議の16名の議員、アメリカ独立宣言にサインをした4名など、アメリカの国家の発展にとって重要な人物が卒業している。ジョージ・ワシントンも17歳の時、大学を通じて測量士の免許を取得し、のちに大学の14代総長（ポスト植民地時代では初代総長）となった翌年、初代アメリカ合衆国大統領に就任している。こうしたアメリカ合衆国建国の父との密接な関係から、ウィリアム・アンド・メアリー大学は「国家の母校」と呼ばれている。マサチューセッツ工科大学(MIT)創設者ウィリアム・バートン・ロジャースも卒業生である。今では世界中の大学が設定しているオーナーコードや、名称にギリシア文字を初めて使用した優等学生友愛会「ファイ・ベータ・カッパ」に加え、1779年にはトーマス・ジェファーソンが推進役となってアメリカ初の法科大学院が創設されたことでも知られる。
リチャード・モルの著書「The Public Ivys: America's Flagship Undergraduate Colleges」（1985年）においては、「パブリック・アイビー」（公立のアイビー・リーグ）の1つに数えられている。USニューズ&ワールド・レポートの大学ランキング（2015年版）では、バージニア州の総合大学としてはバージニア大学に次ぐ第2位、全米の州立大学の中ではカリフォルニア大学バークレー校、カリフォルニア大学ロサンゼルス校、バージニア大学、ミシガン大学、ノースカロライナ大学チャペルヒル校に次ぐ第6位、全米の総合大学の中では第33位の評価を得ている。
全米的に見ても入学が難しい大学として知られ、U.S News, Paterson, Princeton Reviewなどの主要な大学ランキングによる入学難易度指標でハーバード大学、イェール大学、プリンストン大学等のアイビー・リーグ校やスタンフォード大学、マサチューセッツ工科大学、カリフォルニア工科大学などの名門私立大学と並ぶ最高入学難易度である「最も入学が難しい大学 (Most Selective)」にランクされている。 
一方、教育の質においては、40を超える大学院および専門職学位プログラムを提供する最先端の研究大学であるが、学部での教養教育も重視しており、U.S. News & World Reportにおいて、学部教育で全米トップ10にランクされている。また、学生と教員の比率は12対1で米国の公立トップ大学（パブリック・アイビー）の中で最も低い。授業の86％は40人未満の生徒数で、半分は20人未満の少人数制クラスとなっている。そういった学部での質の高い教養教育プログラムと少人数教育を行っている点において、総合大学ではあるがリベラル・アーツ・カレッジに近いと言える。創立から長らく私立大学であったが、1906年にバージニア州が大学を購入し、州の高等教育システムの一部となり、公立の大学となった。1918年には男女共学となった。
植民地時代に設立されたコロニアル・カレッジの中で、英国国教会（聖公会）によって設立された大学として、ウィリアム・アンド・メアリー大学のほかに、ニューヨーク州のコロンビア大学（旧称キングス・カレッジ、1754年創立）がある。ペンシルベニア大学（旧称フィラデルフィア・カレッジ、1740年創立）も、初代理事長のウィリアム・スミスが英国国教会（聖公会）の司祭であり、評議員の4分の3が国教会の関係者であったが、創設者であるベンジャミン・フランクリン（聖公会信徒）の先駆的な指導のもと、意図的に特定の宗派と直接関係しないように設立された。
20世紀の後半を通して、大学は英国と英国王室との歴史的なつながりを維持してきた。エリザベス2世女王、チャールズ3世国王はそれぞれ大学を複数回訪れている。1957年にエリザベス2世がジェームズタウンに上陸して350周年を記念して大学に訪れた際、レンビルディングのバルコニーからスピーチを行い、2万人以上が集まった。これは市内でこれまでに見られた中で最大の群衆であった。また、英国初の女性首相を務めたマーガレット・サッチャーは1993年から2000年まで大学の総長を務めている。
大学にあるレンビルディングは、1695年に建てられた大学の代表的な建造物で、米国にある最も古い大学の建物である。現在も継続利用されており、1960年には国の歴史的建造物に指定されている。

## 組織
大学院
- メイソン経営大学院 (Mason School of Business) - 財務・会計・IT分野において知られているアメリカの名門ビジネススクールである。Princeton Reviewの2007年度ビジネススクールにおける教員ランキングは、全米3位と高い評価を獲得している。
- マーシャル-ワイス法科大学院 (Marshall-Wythe School of Law) - 1779年米国で最初に創設された名門ロースクール。
- Graduate School of Arts and Sciences
- トーマス・ジェファーソン公共政策大学院 (Thomas Jefferson Program in Public Policy)
- 教育学大学院 (School of Education)
- バージニア海洋科学研究所 (Virginia Institute of Marine Science)

学部
- School of Arts and Sciences
- 教育学部 (School of Education)
- ビジネス学部 (Mason School of Business)

## ランキング

### 主要世界大学ランキング
- QS TopUniversities世界大学ランキング: 第75位（2010年度）
- TIMES世界大学ランキング: ランク75位（2010年度）
- 上海交通電気大学世界大学ランキング: ランク(TOP500)外（2006年度）/ ランク(TOP500)外（2007年度）
- NEWSWEEK世界大学ランキング: ランク(TOP100)外（2006年度）

### US NEWS学部ランキング
- US NEWS America's Best Colleges（学部ランキング）: 第31位（2010年度）

### US NEWS主要研究課程ランキング
- 教育学部: 第39位
- 物理学部: 第68位
- 化学部: ランク外
- 生物学部: 第112位
- コンピューター工学部:ランク外
- 数学部: ランク外
- 経済学部: ランク外
- 政治学部: ランク外
- 社会学部: ランク外
- 英語学部: ランク外
- 歴史学部: 第3位
- 心理学部: 第166位

#### 専門職大学院
- 経営大学院（ビジネス・スクール）: 第55位 (US NEWS) 第30位 (Business Week)（2018年）
- 法科大学院（ロー・スクール）: 第28位 (US NEWS)
- 教育学大学院: 第39位
- 公共政策大学院:

## 学長
- Reverend James Blair (1693-1743)
- Reverend William Dawson (1743-1752)
- Reverend William Stith (1752-1755)
- Reverend Thomas Dawson (1755-1760)
- Reverend William Yates (1761-1764)
- Reverend James Horrocks (1764-1771)
- Reverend John Camm (1771-1776)
- Bishop James Madison (1776-1812)
- Reverend John Bracken (1812-1814)
- Dr. John Augustine Smith (1814-1826)
- Dr. William Holland Wilmer (1826-1827)

## 著名な出身者
- トーマス・ジェファーソン - アメリカ合衆国第3代大統領
- ジェームズ・モンロー - アメリカ合衆国第5代大統領
- ジョン・タイラー - アメリカ合衆国第10代大統領
- エドムンド・ジェニングス・ランドルフ - 第7代バージニア州知事、初代アメリカ合衆国司法長官、第2代アメリカ合衆国国務長官
- ジョン・マーシャル - アメリカ合衆国第4代国務長官、第4代連邦最高裁判所長官
- ペイトン・ランドルフ - 初代大陸会議議長
- ヘンリー・クレイ - アメリカ合衆国国務長官
- ウィンフィールド・スコット - アメリカ陸軍将軍
- ウィリアム・バートン・ロジャース - マサチューセッツ工科大学 (MIT) 創設者
- ウィリアム・テイラー・バリー - 第10代アメリカ合衆国郵政長官
- ロバート・ゲーツ - 第22代アメリカ合衆国国防長官（1965年卒業）、現ウィリアム・アンド・メアリー大学総長
- チャニング・ムーア・ウィリアムズ - 立教大学創設者、立教女学院創設者、日本聖公会創設者・初代主教、コロンビア大学神学博士
- マイケル・パウエル - 政治家、連邦通信委員会(FCC)委員長、元国務長官コリン・パウエルの息子
- デビッド・ブラウン - 宇宙飛行士(NASA)
- グレゴリー・E・ペンス - アラバマ大学バーミングハム校教授
- ロバート・アンドリアリス - スタンダード・アンド・プアーズ社取締役副社長
- ベス・コムストック - ゼネラル・エレクトリックCMO（チーフ・マーケティング・オフィサー）、現NBCユニバーサル（米国3大ネットワーク）取締役
- ジェームス・フランクリン - Decisioneering社CEO（モンテカルロ・シミュレーション等を提供する統計関連ソフトウェア会社）
- キム・ロップドラップ - レッドロブスター社CEO
- スティーブン・マーロウ - SF作家 - 歴史小説「秘録コロンブス手稿」「幻夢-エドガー・ポー最後の5日間」など
- ジョゼフ・ジョン・エリス - 歴史家、ピューリッツァー賞受賞
- ルイス・B・プラー・ジュニア（英語版） - 弁護士、ピューリッツァー賞受賞、ルイス・"チェスティ"・プラー将軍の息子
- スコット・グレン - 俳優
- グレン・クローズ - 女優
- ディラン・ベイカー - 俳優
- スティーヴン・カルプ - 俳優
- ジョン・スチュワート - コメディアン
- ジェイシー・チャン - 香港の歌手、ジャッキー・チェンの息子
- 金子容三 - 衆議院議員[19]
- 矢口祐人 - 東京大学副学長・教授
- ウィル・ライムス - MLBのワシントン・ナショナルズ傘下AAA所属のプロ野球選手
- ジェン・サキ - ホワイトハウス報道官